# Варламов, Виктор Петрович
Виктор Петрович Варламов (12 февраля 1918, Баку — 26 декабря 1961, Черноморский, Краснодарский край) — командир миномётного расчёта 969-го стрелкового полка (273-я стрелковая дивизия, 6-я армия, 1-й Украинский фронт), старший сержант, полный кавалер Ордена Славы.

## Биография
Виктор Петрович Варламов родился в рабочей семье в городе Баку. Получил неполное среднее образование, работал слесарем на заводе.
С началом Великой Отечественной войны призван в ряды Красной армии.
Приказом по 969 стрелковому полку от 22 мая 1944 года красноармеец Варламов был награждён медалью «За отвагу» — за мужество и героизм в боях с немецко-фашистскими захватчиками с июля 1941 года и за полученные в боях три ранения.
В боях по выходу на линию Государственной границы СССР форсированию реки Западный Буг наводчик миномёта младший сержант Вараламов метким огнём миномёта рассеял и частично уничтожил группу солдат противника в количестве 12 человек. Огнём миномёта подавил огонь стрелкового отделения противника. При форсировании реки под огнём противника несколько раз переплывал реку, доставляя боеприпасы и вооружение. Приказом по 273-й стрелковой дивизии от 16 августа 1944 года он был награждён орденом Славы 3-й степени.
В боях на Сандомирском плацдарме (южнее Сандомира) 14—15 сентября 1944 года младший сержант Варламов метким огнём рассеял группу солдат противника, подавил одну пулемётную точку. Под огнём противника эвакуировал через Вислу раненого командира дивизии генерал-майора Потоцкого. Приказом по 3-й гвардейской армии от 11 октября 1944 года он был награждён орденом Славы 2-й степени.
В боях по уничтожению окружённой группировки противника в районе Бреслау (Вроцлав) 23—24 февраля 1945 года старший сержант Варламов находился на наблюдательном пункте в боевых порядках пехоты. Обнаружив станковый пулемёт и группу из 20 солдат противника он быстро подготовил расчёт и передал целеуказания своему расчёту. Огнём миномёта группа была рассеяна, станковый пулемёт уничтожен вместе с расчётом. В бою 25 февраля Варламов огнём миномёта подавил 2 пулемётных точки и миномётную батарею противника, из личного оружия уничтожил снайпера противника. Был представлен к награждению орденом Отечественной войны 2-й степени. Указом Президиума Верховного Совета СССР от 10 апреля 1945 года он был награждён орденом Славы 1-й степени.
В 1945 году старшина Варламов был демобилизован. Вернулся в Баку, работал электриком на заводе. В 1952 году окончил электро-механический техникум. С 1953 года жил в посёлке Черноморский Краснодарского края. Работал инженером-нормировщиком в ремонтно-механическом объединении «Краснодарнефтегаз».
Скончался 26 декабря 1961 года.